# Ciudad del Rock
Ciudad del Rock es una denominación institucional o comercial para designar varios espacios destinados a festivales de música rock.

## Rock in Rio
«Ciudad del Rock» (en portugués: Cidade do Rock) es la denominación genérica que reciben las distintas sedes del festival de origen brasileño Rock in Rio.
En Río de Janeiro, donde se originó dicho festival, existen cuatro recintos con esta denominación. El primero es el Complejo Deportivo Ciudad del Rock, que albergó las ediciones de 1985 y 2001, y posteriormente acogió las competiciones de béisbol y sóftbol de los Juegos Panamericanos de 2007 y fue la villa olímpica de los Juegos Olímpicos de Río de Janeiro 2016. El segundo es el Estadio de Maracaná, que acogió la edición de 1991. El tercero fue el Parque de los Atletas, utilizado como área de esparcimiento para los cariocas y los atletas de los Juegos Olímpicos y sede de las ediciones de 2011, 2013 y 2015 del festival. Finalmente, el cuarto es el Parque Olímpico de Río de Janeiro, local donde tuvieron lugar las principales competiciones de los citados juegos y que albergó las ediciones de 2017, 2019 y 2022 del evento musical.
En Portugal, el Parque de Bela Vista ha albergado la Ciudad del Rock desde la primera edición lisboeta del festival. En España, la ciudad de Arganda del Rey, en los alrededores de Madrid, cuenta con un complejo denominado Ciudad del Rock, donde se celebraron las tres ediciones españolas de Rock in Rio en los años 2008, 2010 y 2012; desde entonces, también ha acogido otros eventos musicales. Finalmente, en Estados Unidos, Las Vegas Festival Grounds albergó la única edición de Rock in Rio en suelo estadounidense.

## Otros usos
El Parque de la Ciudad, situado en el barrio porteño de Villa Soldati, fue inicialmente utilizado como parque de atracciones. Sin embargo, en 2013, el jefe de gobierno porteño Mauricio Macri anunció que el espacio pasaría a llamarse Ciudad de Rock y sería utilizado únicamente para recitales. Sin embargo, no tuvo el éxito esperado y en 2016 se anunció su desmantelamiento.